# Hosta (Słowenia)
Hosta – wieś w Słowenii, w gminie Škofja Loka. W 2018 roku liczyła 104 mieszkańców.